# Waldemar Baszanowski

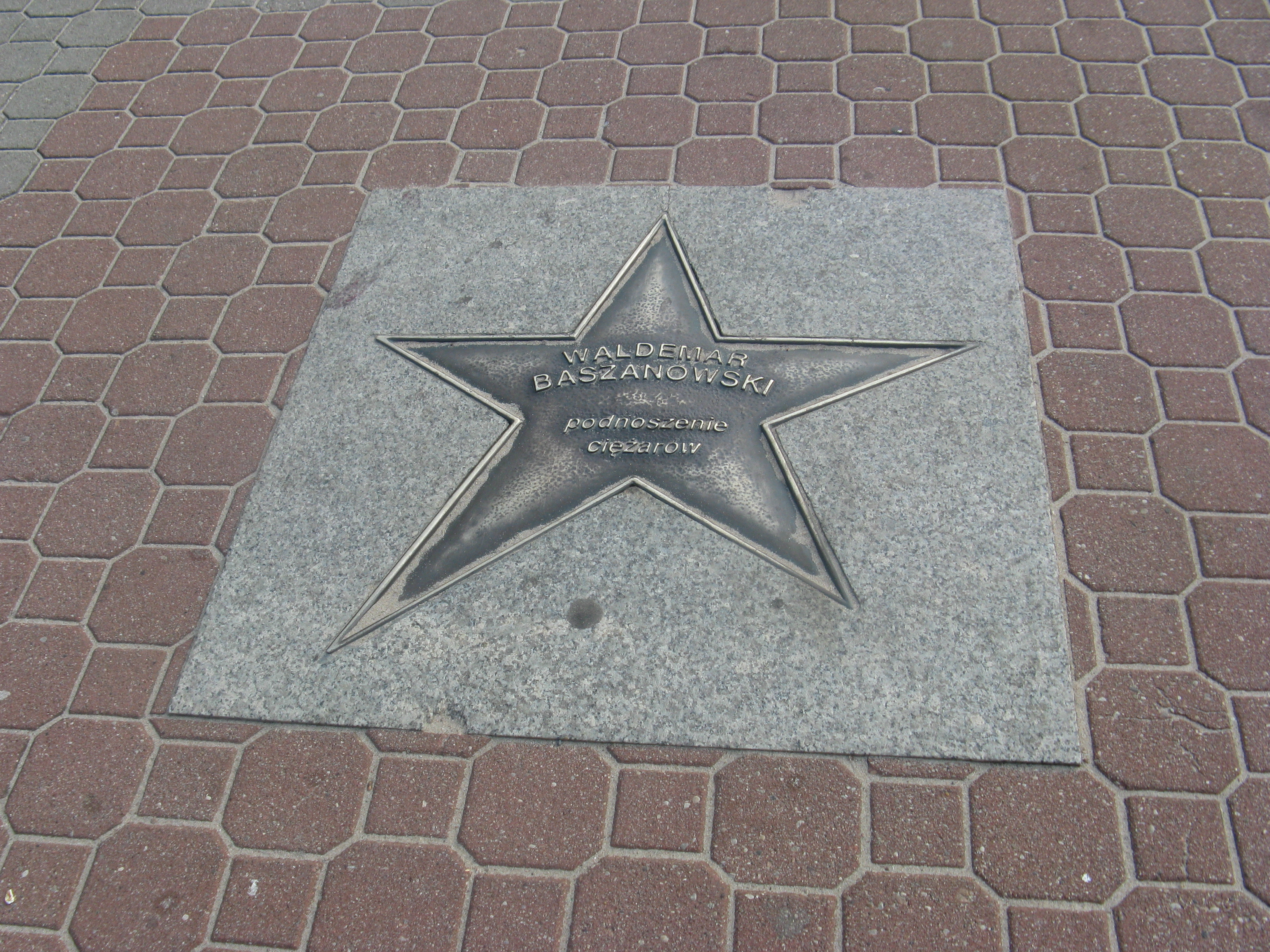
Gwiazda w Alei Gwiazd Sportu we Władysławowie

Waldemar Romuald Baszanowski (ur. 15 sierpnia 1935 w Grudziądzu, zm. 29 kwietnia 2011 w Warszawie) – polski sztangista. Czterokrotny olimpijczyk, dwukrotny mistrz olimpijski, pięciokrotny zwycięzca mistrzostw świata, sześciokrotny mistrz Europy, dwudziestoczterokrotny rekordzista świata. Zdobył 9 złotych medali mistrzostw Polski, 61 razy ustanawiał rekordy Polski. Honorowy prezes Polskiego Związku Podnoszenia Ciężarów.

## Dzieciństwo i młodość
Był synem Jana Baszanowskiego, byłego podoficera 64 Pułku Artylerii i Elżbiety Klary Pilcek.
W 1957 roku ukończył Państwowe Technikum Mechaniki Rolnej w Kwidzynie, a w 1961 roku warszawską Akademię Wychowania Fizycznego.

## Kariera sportowa
W 1960 wziął udział w igrzyskach olimpijskich w Rzymie, zajmując piąte miejsce. Kolejne lata to pasmo sukcesów. W 1961 roku po raz pierwszy w karierze zwyciężył na mistrzostwach świata w Wiedniu oraz mistrzostwach Europy w Wiedniu. Na kolejnych zawodach mistrzowskich: mistrzostwach świata w Budapeszcie i mistrzostwach Europy w Budapeszcie w 1962 roku oraz mistrzostwach świata w Sztokholmie i mistrzostwach Europy w Sztokholmie w 1963 roku zdobył cztery medale – wszystkie srebrne.
Występ na igrzyskach olimpijskich w Tokio w 1964 roku zaowocował zdobyciem złotego medalu. Uzyskał w trójboju 432,5 kg, bijąc dotychczasowy rekord olimpijski o 25 kg. Rok później zwyciężył na mistrzostwach świata w Teheranie oraz mistrzostwach Europy w Sofii, a w 1966 roku był drugi podczas mistrzostw świata w Berlinie oraz mistrzostw Europy w Berlinie.
Igrzyska olimpijskie w Meksyku w 1968 roku to kolejny sukces sztangisty. Powtórzył osiągnięcie z Tokio, wygrywając z  przewagą aż 15 kg nad Irańczykiem Parwizem Dżalajerem.
W lipcu 1969 roku prowadzony przez niego samochód wpadł pod Łowiczem w poślizg i stoczył się do rowu, w wyniku czego śmierć poniosła jego żona Anita, a on sam i 6-letni syn zostali ranni. Mimo wypadku sezon uwieńczył obroną tytułów na mistrzostwach świata w Warszawie i mistrzostwach Europy, ustanawiając przy okazji cztery rekordy świata. Następnie zdobywał srebrne medale na mistrzostwach świata w Columbus w 1970 roku i mistrzostwach świata w Limie rok później. Równocześnie zwyciężał podczas mistrzostw Europy w Szombathely i mistrzostw Europy w Sofii.
W swoim czwartym występie olimpijskim, na igrzyskach w Monachium w 1972 roku, zajął czwarte miejsce. Walkę o podium przegrał tam ze Zbigniewem Kaczmarkiem o 2,5 kg.
Inne osiągnięcia sztangisty to: dziewięciokrotne mistrzostwo Polski, 24 rekordy świata oraz 61 rekordów Polski. Trzykrotny chorąży polskiej ekipy olimpijskiej (1964, 1968, 1972).
W 1969 roku czytelnicy „Przeglądu Sportowego” uznali Baszanowskiego najlepszym sportowcem Polski. Od 1971 był członkiem Prezydium Obywatelskiego Komitetu Odbudowy Zamku Królewskiego w Warszawie.
Po zakończeniu kariery został trenerem i wykładowcą Akademii Wychowania Fizycznego w Warszawie. Na przełomie 1973/1974 trenował zespół ciężarowców AZS Warszawa oraz w tym czasie został zaproszony do współpracy przez klub Sanoczanka Sanok. Potem wyjechał do Azji, gdzie został trenerem kadry Indonezji. Do kraju powrócił w 1988 roku. Sześć lat później został szefem wyszkolenia Polskiego Związku Podnoszenia Ciężarów, a w 1999 roku wybrano go na stanowisko prezydenta Europejskiej Federacji Podnoszenia Ciężarów.
W klasyfikacji fachowego pisma „World Weightlifting” został uznany za trzeciego sztangistę wszech czasów (za Turkiem Naimem Suleymanoglu oraz Węgrem Imre Földim)

### Osiągnięcia
- Igrzyska olimpijskie: Rzym 1960: 5. miejsce (kat. lekka), Tokio 1964: 1. miejsce (kat. lekka), Meksyk 1968: 1. miejsce (kat. lekka), Monachium 1972: 4. miejsce (kat. lekka);
- Mistrzostwa świata: 1961: 1 m. (kat. lekka), 1962: 2 m. (kat. lekka), 1963: 2 m. (kat. lekka), 1964: 1 m. (kat. lekka), 1965: 1 m. (kat. lekka), 1966: 2 m. (kat. średnia), 1968: 1 m. (kat. lekka), 1969: 1 m. (kat. lekka), 1970: 2 m. (kat. lekka), 1971: 2 m. (kat. lekka), 1972: 4 m. (kat. lekka);
- Mistrzostwa Europy: 1961: 1 m. (kat. lekka), 1962: 2 m. (kat. lekka), 1963: 2 m. (kat. lekka), 1965: 1 m. (kat. lekka), 1966: 2 m. (kat. lekka), 1968: 1 m. (kat. lekka), 1969: 1 m. (kat. lekka), 1970: 1 m. (kat. lekka), 1971: 1 m. (kat. lekka).

#### Rekordy świata
- 9 razy w trójboju w kat. lekkiej – doprowadził do 450 kg w 1971,
- 8 razy w rwaniu w kat. lekkiej – doprowadził do 137,5 kg w 1971,
- 7 razy w podrzucie w kat. lekkiej – doprowadził do 173 kg w 1971.

## Życie prywatne
Waldemar Baszanowski był trzykrotnie żonaty, miał syna Marka (urodzony w 1963 roku).
Przez wiele lat był aktywnym krótkofalowcem, pracującym głównie telegrafią. Posługiwał się znakiem wywoławczym SP5TZB.
8 lipca 1969 roku miał wypadek samochodowy we wsi Zabostów Mały. Prowadzony przez niego samochód wpadł w poślizg i przewrócił się do rowu, w wyniku czego zginęła jego pierwsza żona, Anita, a on sam, wraz z synem, został ranny. Jego druga żona, Maria, zmarła na raka w latach 80. XX wieku. W 2007 roku, na swojej działce pod Warszawą, spadł z drzewa. W wyniku upadku uszkodził rdzeń kręgowy i złamał kręgosłup. Został niemal całkowicie sparaliżowany i mógł poruszać tylko głową oraz rękami, przez co nie mógł poruszać się na wózku inwalidzkim i większość czasu spędzał w pozycji leżącej na łóżku. Zmarł nad ranem, 29 kwietnia 2011 roku, w szpitalu w Warszawie. 9 maja został pochowany na nowym cmentarzu na Służewie przy ul. Wałbrzyskiej.

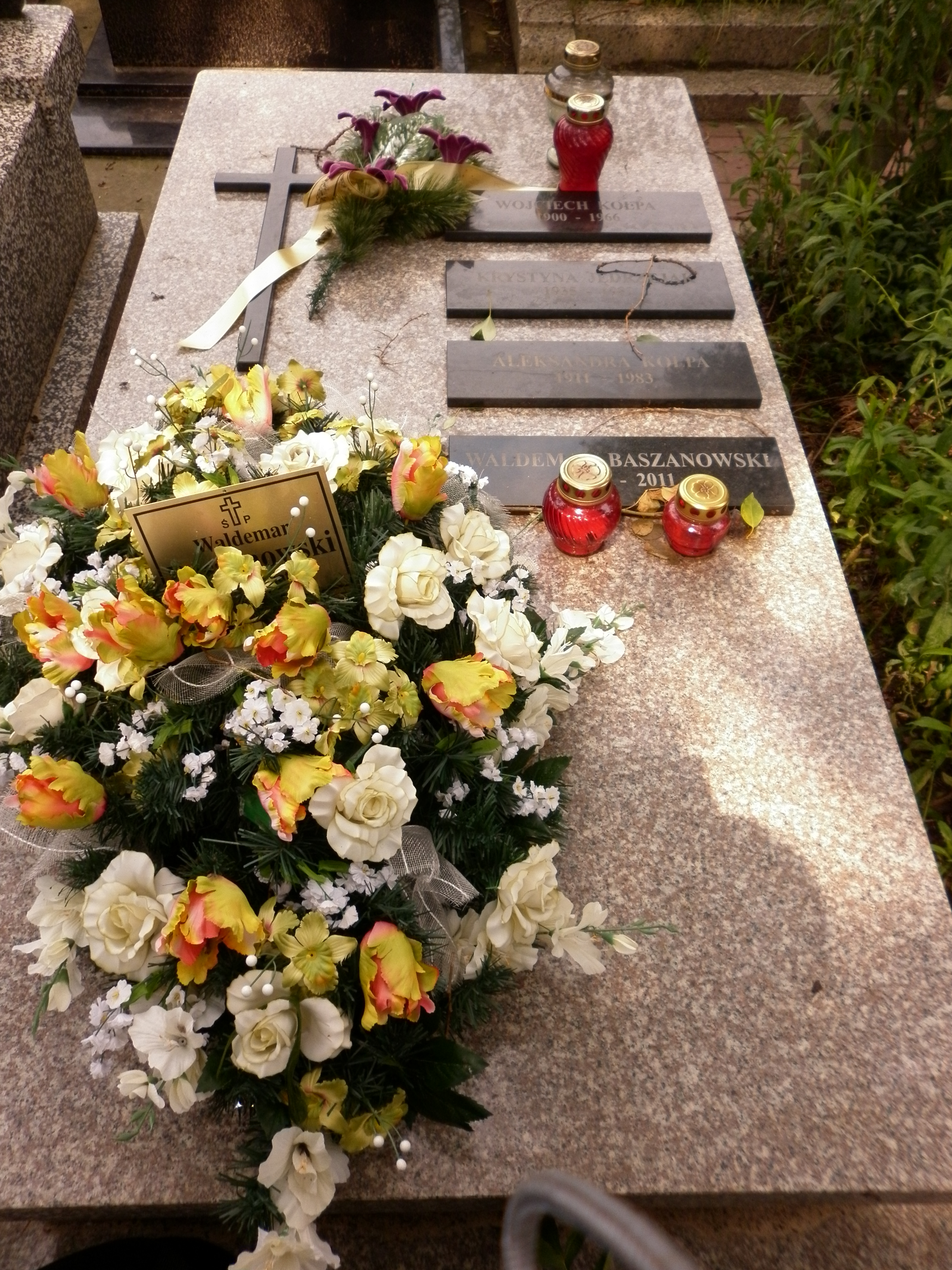
Grób Waldemara Baszanowskiego na nowym cmentarzu na Służewie przy ul. Wałbrzyskiej w Warszawie

## Odznaczenia
Pod koniec 1967 otrzymał Złoty Medal „Za Wybitne Osiągnięcia Sportowe”.
22 grudnia 1998 został odznaczony przez Prezydenta RP Aleksandra Kwaśniewskiego Krzyżem Komandorskim Orderu Odrodzenia Polski „za wybitne zasługi dla ruchu olimpijskiego, za działalność na rzecz rozwoju i propagowania kultury fizycznej, za wybitne osiągnięcia sportowe”. 6 maja 2011 pośmiertnie został odznaczony przez Prezydenta RP Bronisława Komorowskiego Krzyżem Komandorskim z Gwiazdą tego orderu „za wybitne osiągnięcia w działalności na rzecz rozwoju i upowszechniania dyscypliny podnoszenia ciężarów, za zasługi dla ruchu olimpijskiego”, order został przekazany rodzinie Baszanowskiego podczas ceremonii pogrzebowej. Był także odznaczony Krzyżem Oficerskim i Kawalerskim Orderu Odrodzenia Polski, Medalem Komisji Edukacji Narodowej oraz Medalem Orderu Olimpijskiego MKOL.

## Udział w filmie
W 1977 roku wystąpił w fabularnym filmie telewizyjnym Filipa Bajona zatytułowanym "Powrót" wraz z polskimi bokserami: Janem Szczepańskim, oraz Zbigniewem Pietrzykowskim.